# Río Barun
El Río Barun (en nepalí: बरुण नदी) es un afluente del río Arun y forma parte del sistema del ríos Kosi en el país asiático de Nepal.
El Kosi o Sapt Kosi drena el este de Nepal. Se le conoce como Sapt Koshi porque siete ríos se unen en el centro-este de Nepal para formar este río. Los principales ríos que forman el sistema de Kosi son - el río Sun Kosi, el río Indravati, el Bhote Kosi, el Dudh Kosi, el río Arun, río Barun, y el río Tamur. El río fluye a través de la garganta Chatra en dirección sur para salir de las colinas.
El río Barun se origina en el glaciar Barun en la base del Makalu, uno de los ochomiles. El río se congela en invierno y son inevitables las inundaciones fuertes de verano en el valle deBarun, pero pierde mucha de su fuerza y los sedimentos pasan a través de dos amplias zonas planas.